# Герда Альм
Герда Альм (швед. Gerda Ahlm; повне ім'я Gerda Maria Ahlm; 1869–1956) — шведська художниця, яка працювала в США.
Відома як фахівець в області консервації художніх творів.

## Біографія
Народилася 24 травня 1869 року у Вестеросі.
У 1889—1891 роках навчалася в Королівській академії вільних мистецтв у Стокгольмі. Потім здійснила кілька навчальних поїздок до Франції, Німеччини та Італії (в 1892 році), до Франції, Італії та Англії (в 1894—1995 роках), до Норвегії (в 1898 році) і Бельгії (у 1900 році).
У 1903 році Герда Альм емігрувала до Сполучених Штатів, у Чикаго, де працювала і виставляла свої власні роботи — переважно пейзажі, інтер'єри та портрети жінок, виконані в слабо імпресіоністському стилі. Також її картини демонструвалися на щорічних (з 1905 року) художніх виставках Чиказького інституту мистецтв. Таким чином, Герда Альм була однією з перших жінок-художниць на шведсько-американських художніх виставках 1905, 1911 та 1912 років.
Зацікавившись у відновленні творів мистецтва, Альм навчалася технології консервації у Franz Carl Sessig (1854—1914) в Старій пінакотеці в Мюнхені. Пізніше працювала консерватором художніх творів у Чиказькому університеті мистецтв. Її майстерність та репутація художника-консерватора допомогли Герді отримати низку важливих замовлень, в тому числі відновлення сімейних портретів, що належать шведській королеві Вікторії. Альм вважається одним із головних художників-консерваторів Америки.
Роботи Герди Альм знаходяться у приватних колекціях і музеях по всьому світу.
Померла в 1956 році у Чикаго.